# Heinrich I. von Raron
Heinrich I. von Raron († 11. Mai 1271) war von 1243 bis 1271 Bischof von Sitten.

## Leben
Heinrich entstammte dem im Wallis begüterten Geschlecht der Freiherren von Raron. Sein Vater Heinrich war Herr von Mannenberg und Viztum von Leuk und Raron, der Sittener Bischof Heinrich II. von Raron war sein Neffe. 
Er wurde erstmals 1221 als Domherr in Sitten erwähnt. Zwischen 1232 und 1237 war er Kantor des Sittener Domkapitels und von 1238 bis 1243 Dekan von Valeria. Heinrich wurde im August 1243 zum Bischof von Sitten gewählt. Die Bischofsweihe erfolgte im Frühjahr 1244. Er schloss 1252 mit Bern ein zehnjähriges Bündnis. 1260 wurde er gezwungen, in einem Tauschvertrag die bischöflichen Gebiete im Unterwallis an Peter II. von Savoyen abzutreten, konnte den Vertrag jedoch 1268 rückgängig machen. Der Stadt Sitten gab Heinrich 1269 neue Statuten.